# Schloss Blankenburg (Harz)
Das Schloss Blankenburg ist eine barocke Schlossanlage in der Stadt Blankenburg im Landkreis Harz (Sachsen-Anhalt). In Abgrenzung zum Kleinen Schloss, dem fürstlichen Gartenhaus, wird es auch als Großes Schloss bezeichnet.
Ab dem 12. Jahrhundert diente die als Höhenburg erbaute Anlage den Grafen von Blankenburg-Regenstein, die es später zu einem Renaissance-Schloss erweiterten, bis zu ihrem Aussterben 1599 als Wohnsitz. Danach fiel das Bauwerk an die Lehnsherren, die Welfen, zurück. Ludwig Rudolf von Braunschweig-Wolfenbüttel (1671–1735) baute das Schloss schließlich von 1705 bis 1731 zu einer barocken Anlage um, die heute noch im Wesentlichen vorhanden ist. Das Bauwerk gilt als größtes erhaltenes Welfenschloss. Nach Besitzerwechseln, unterschiedlichen Nutzungsphasen und langjährigem Leerstand wird das Schloss Blankenburg heute vom Rettung Schloss Blankenburg e. V. schrittweise instand gesetzt und wiederbelebt.

## Lage
Es wurde auf dem 305 m ü. NN hohen Kalksteinberg Blankenstein erbaut und befindet sich südlich der Blankenburger Altstadt in Spornlage. Im Süden des Schlosses befinden sich wiederum die höheren Gipfel des Calvinusbergs (352,4 m ü. NN) und des Lutherbergs (357 m ü. NN). Schloss und Altstadt sind von der in Teilen erhaltenen Stadtbefestigung Blankenburg umgeben. In der Nähe liegen das Kleine Schloss und die Schlossgärten in Blankenburg (Harz).

## Geschichte

### Burganlage und Renaissance-Schloss der Grafen von Blankenburg-Regenstein

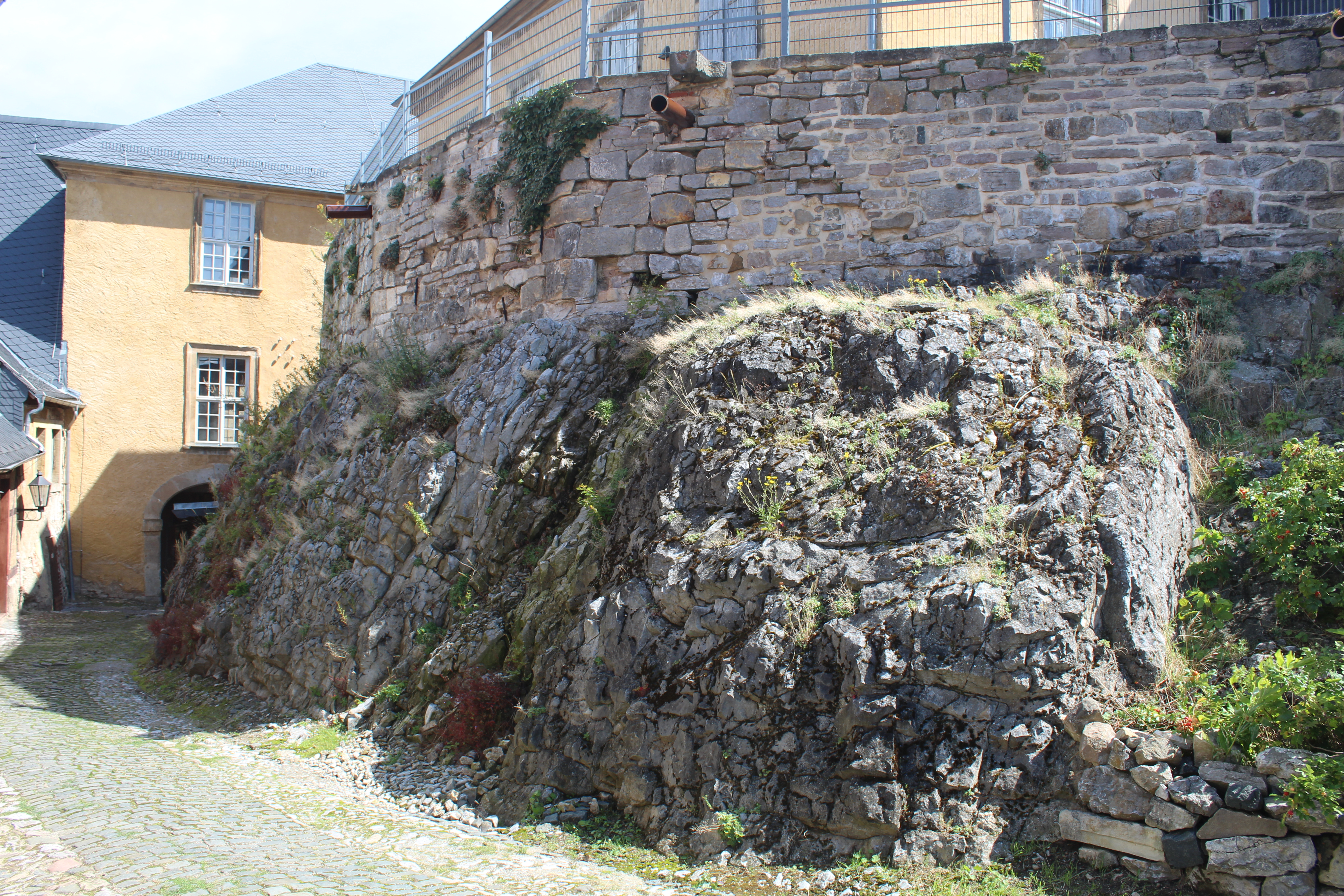
Namensgebender Blankenstein, auf dem die mittelalterliche Burg stand und aus dem Kalkstein für den Schlossumbau im 18. Jahrhundert gebrochen wurde

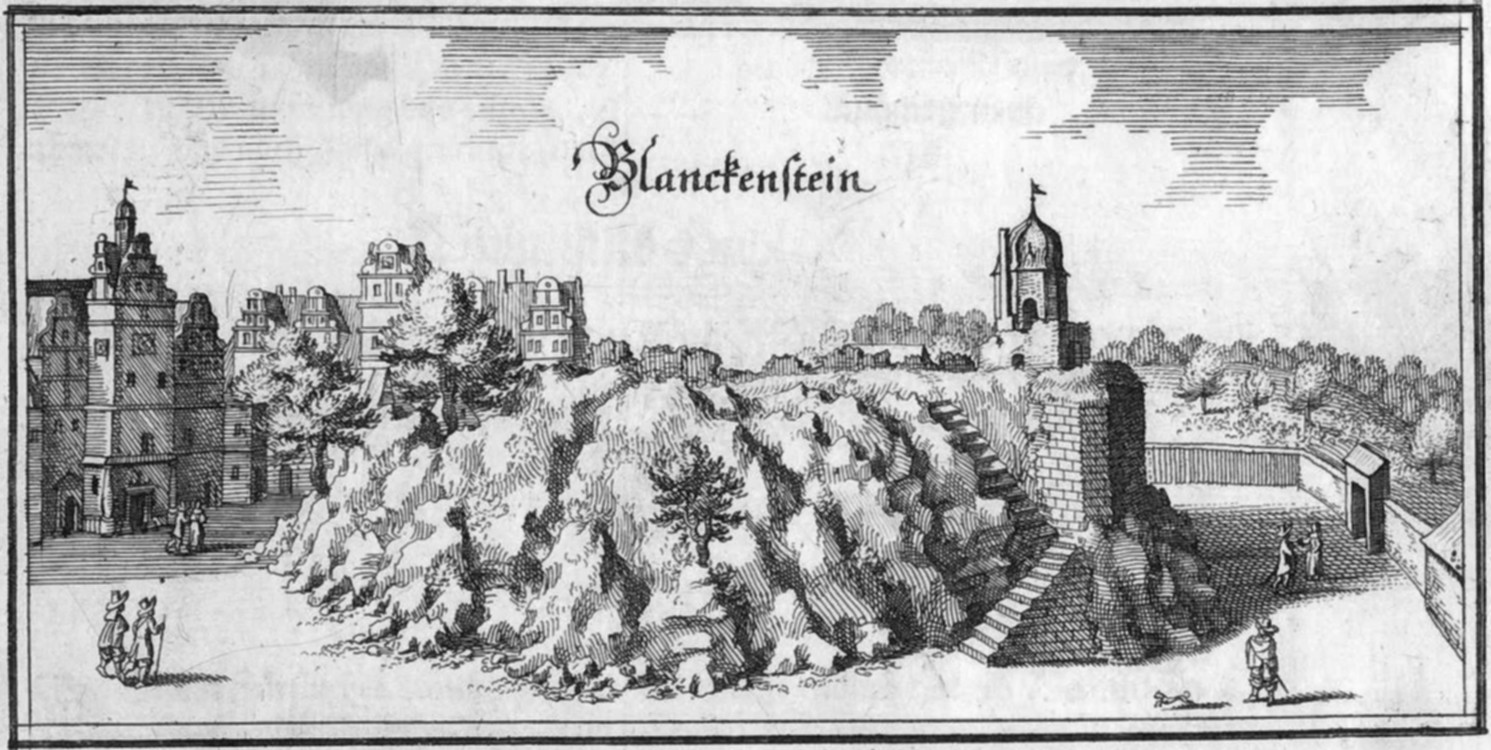
Das Schloss Blankenburg in seiner Renaissance-Gestalt noch 1654 mit dem Blankenstein im Innenhof, auf dem sich Reste der 1546 abgebrannten Burganlage befinden

Im Jahresübergang 1122/23 griff Sachsenherzog Lothar von Süpplingenburg, der spätere römisch-deutsche König Lothar III., von der Blankenburg aus die Heimburg an, so berichtet der Annalista Saxo. Dieses Ereignis gilt als Ersterwähnung der Anlage. 1123 und 1129 wurden in Urkunden von Lothar von Süpplingburg als Zeugen auch die Brüder Friedrich und Bernhard von Blankenburg erwähnt. Im Jahre 1128 erhielt schließlich Poppo aus dem fränkischen Adelsgeschlecht der Reginbodonen die Grafschaft Blankenburg als Lehen und benannte sich nach dieser. Die Lehnshoheit durch Lothar III. fiel später über dessen Schwiegersohn Heinrich den Stolzen, Vater Heinrichs des Löwen, an die Welfen.
1181 begann unter der Regie des Bischofs Dietrich von Halberstadt die Belagerung der Burg und der Stadt Blankenburg durch kaiserliche Heere. Kaiser Friedrich Barbarossa übernahm die Regierung. 1182 wurde Blankenburg erobert und schließlich zur Plünderung freigegeben. Die Brüder Heinrich und Siegfried II. gingen in Gefangenschaft, erhielten aber nach wiederhergestelltem Frieden die Grafschaft zurück. Der Neubau und eine großzügige Erweiterung der Burg begann.
Ab dem 12. Jahrhundert waren die Grafen von Blankenburg-Regenstein Lehnsträger der Welfen und damit Burgherren Blankenburgs. Das Geschlecht der Grafen teilte sich jedoch in unterschiedliche Linien und hatte zeitweise neben der Blankenburg auch den Regenstein und die Heimburg als Hauptwohnsitze jeweils eines Zweiges inne. Graf Heinrich I. (Regenstein-Blankenburg) übernahm 1190 die „erledigten“ Güter der Regensteiner und Siegfried II. behielt die Grafschaft Blankenburg, dessen Nachkommen bis 1343 die Blankenburg in ihrem Besitz hielten. Danach fielen die Blankenburg und die Burg Regenstein zurück an die jüngere Heimburger Linie der Regensteiner, die erstmals wieder alle drei Burgen in einem Besitz vereinte.
Ab 1199 wird erstmals eine Schwesternschaft als Zisterzienserinnenkloster Blankenburg (Harz) direkt bei der Burgkapelle erwähnt, die 1252 zur Kirche St. Bartholomäus zieht und dort bis zur Auflösung 1532 verbleibt.
Am 19. November 1546 brach noch vor Bezug des renaissancezeitlichen Neubaus nachts ein Brand aus, der große Teile der alten Burganlage auf dem Kalksteinfelsen zerstörte. Der Legende nach wurde das Feuer durch den Einheizer des Schlosses unter der Treppe des alten Schlosses mit trockenem Reisig entfacht, nachdem dieser von Papisten mit Gold bezahlt worden war. Die schlafenden Bewohner bemerkten erst spät den Brand, so dass die Kinder der Grafenfamilie knapp gerettet werden konnten. Die schwangere Gräfin Magdalena von Regenstein wurde von den Flammen eingeschlossen. Der Graf rettete sich durch das Abortfenster und hing von außen hinunter.
1599 starb das Blankenburg-Regensteiner Grafengeschlecht aus und das Schloss ging als erledigtes Lehen zurück an die welfischen Herzöge von Braunschweig-Wolfenbüttel.

### Barocke Welfenresidenz im 18. Jahrhundert

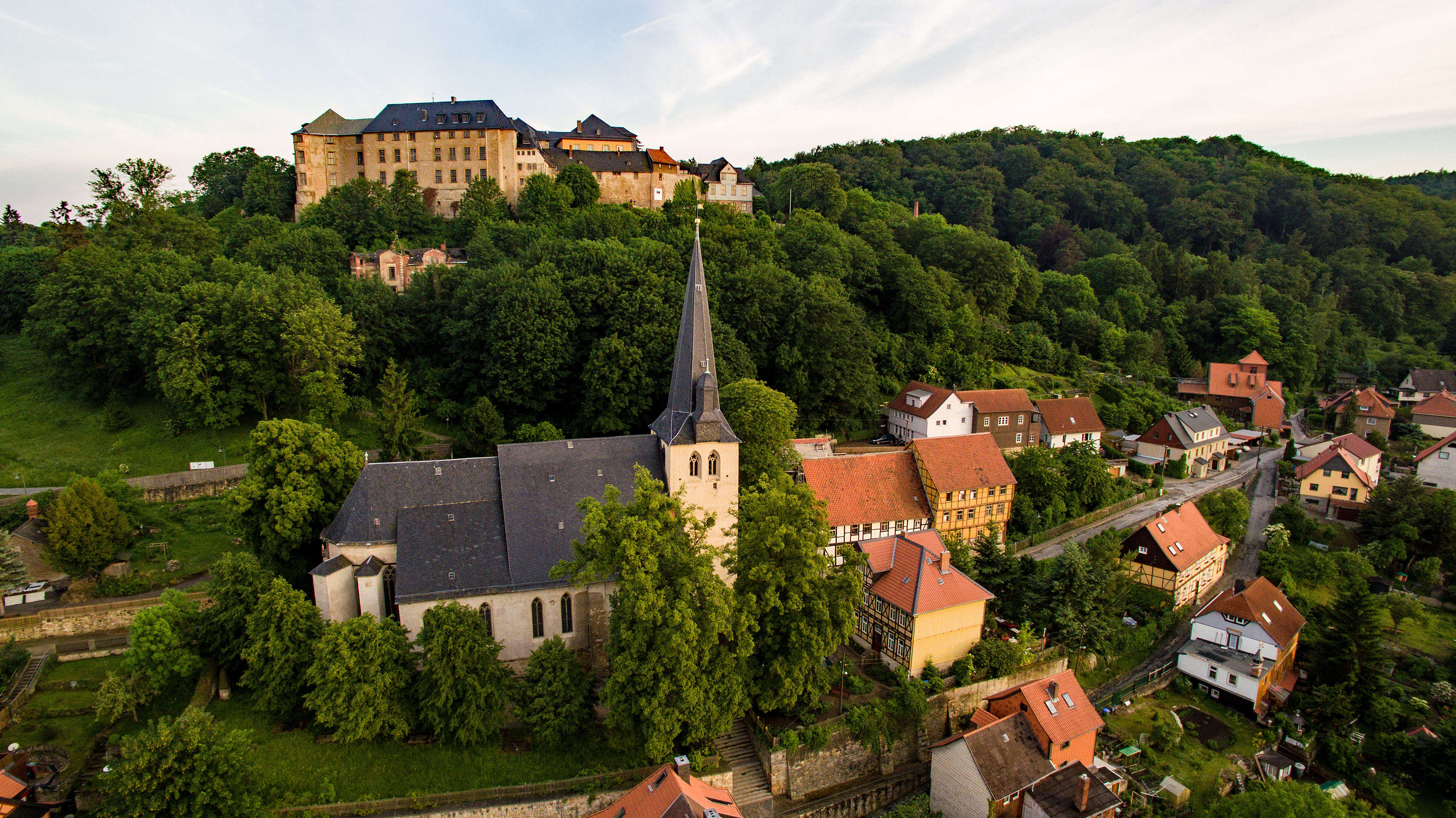
Luftaufnahme des Blankenburger großen Schlosses mit der davor stehenden Bergkirche St. Bartholomäus

Im 17. Jahrhundert wurde das Blankenburger Schloss nach dem Aussterben der Blankenburger Grafenfamilie vernachlässigt und nur gelegentlich zu Jagdzwecken durch die Braunschweiger Herzöge, insbesondere von Rudolf August von Braunschweig-Wolfenbüttel, genutzt. Der Renaissance-Charakter der Anlage blieb, wie in der Topographia Germaniae des Verlegers Matthäus Merian von 1654 beschrieben, erhalten.
Ludwig Rudolf von Braunschweig-Wolfenbüttel erhielt das Schloss und die Grafschaft 1690 als Apanage, die 1707 zum Fürstentum erhoben wurde. 1705 begann der Umbau des Renaissanceschlosses zur barocken Residenz durch den Landesbaumeister Hermann Korb. Die Umbauten sahen eine schlichtere und klarere Gliederung der äußeren Form vor und dauerten bis 1731. Repräsentationsräume (Grauer Saal, Redoutensaal, Kaisersaal) im Innern und eine Hofkirche als mehrgeschossiges Oktogon entstanden. Berühmt wurde der Hof Blankenburgs durch glänzende Feste, Jagden und Theateraufführungen sowie durch die Anlage der Schlossgärten mit dem Kleinen Schloss und der Luisenburg. Die äußere Gestalt dieser Bauphase ist bis heute im Wesentlichen erhalten. Ab 1731, als Ludwig Rudolf durch den Tod seines Bruders regierender Herzog von Braunschweig-Wolfenbüttel wurde, war das Fürstentum wieder mit dem Teilherzogtum Braunschweig-Wolfenbüttel verbunden. Ludwig Rudolf residierte nun in Wolfenbüttel.
Nach 1735 war das Schloss Blankenburg Witwensitz der Fürstin Christine Luise von Oettingen-Oettingen sowie eine Sommerresidenz der Regenten.

### Sommerresidenz und Wohnsitz der braunschweigischen Herzöge bis 1945

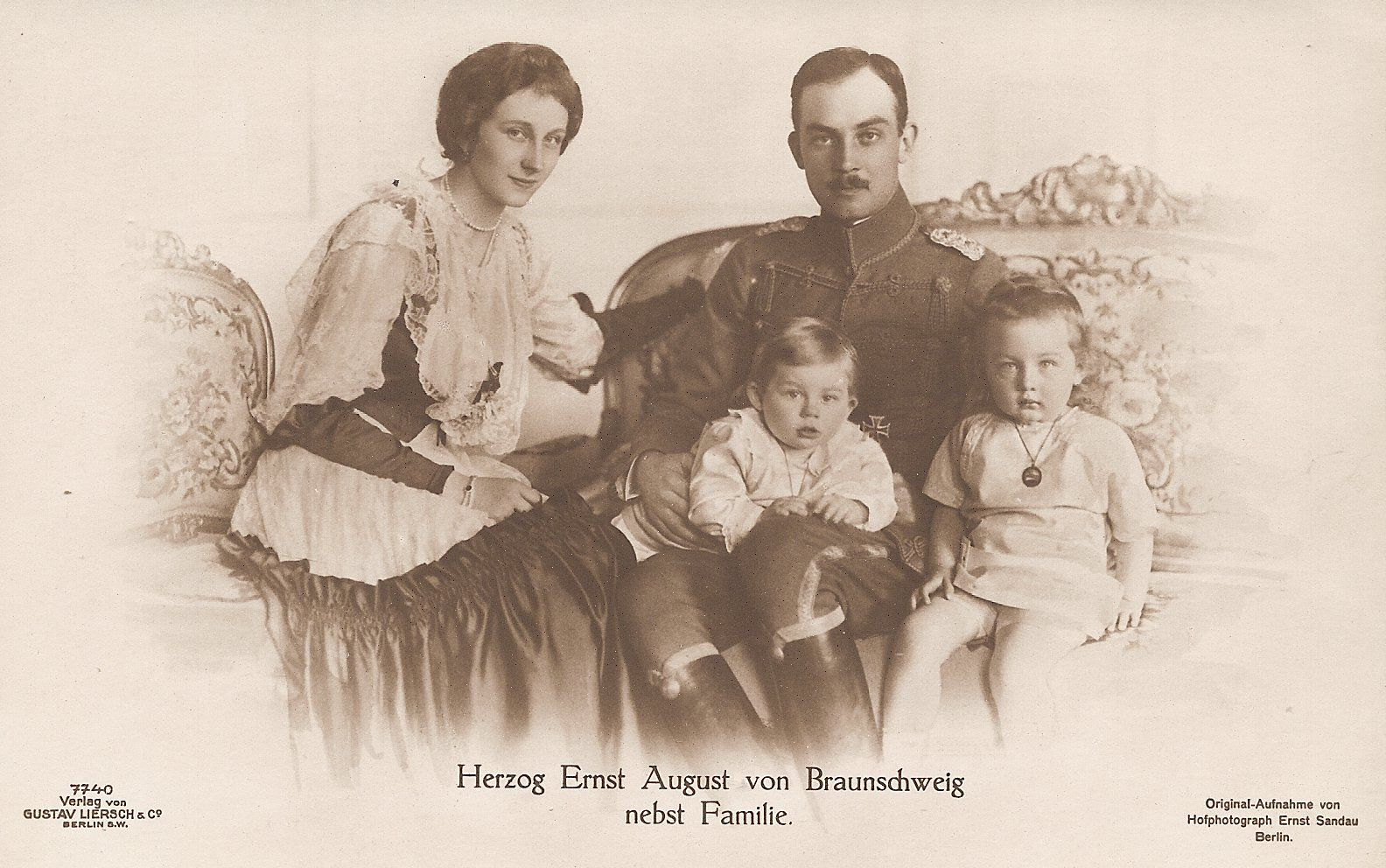
Ernst August von Hannover und Viktoria Luise von Preußen bewohnten das Schloss Blankenburg von 1914 bis zur Abdankung 1918 als Sommerresidenz und von 1930 bis zur Flucht 1945 als Hauptwohnsitz

Nach jahrelanger Vernachlässigung setzte Herzog Wilhelm in der Mitte des 19. Jahrhunderts die Gebäude wieder instand und ließ einige Räumlichkeiten im Stile des Historismus ausgestalten. Bekannt wurde das Schloss, das auch jetzt vornehmlich als Sommerresidenz diente, durch die Veranstaltung regelmäßiger Kaiserjagden, an der die deutschen Kaiser Wilhelm I. und Wilhelm II. teilnahmen. Nach dem Aussterben der Braunschweiger Welfenlinie 1884 nutzten die Regenten Albrecht von Preußen und Johann Albrecht zu Mecklenburg das Schloss.
Die Familie des Herzogs Ernst August von Braunschweig und seiner Gattin Herzogin Viktoria Luise von Preußen erhielt das Schloss im Zuge der Einsetzung Ernst Augusts als Herzog des Herzogtums Braunschweig. Der Ausbruch des Ersten Weltkriegs unterbrach begonnene Bauarbeiten und nach der Novemberrevolution verlor die Familie ihren braunschweigischen Besitz und ging nach Schloss Cumberland ins Exil. Da Ernst August im Zuge der Fürstenentschädigung 1924 das Schloss als Privateigentum zugesprochen worden war, bewohnte sie dieses von 1930 bis zur Flucht und Enteignung im Jahre 1945 als Hauptwohnsitz. In diesen Zeitraum fallen umfassende Instandsetzungs- und Modernisierungsmaßnahmen. 1938 fanden hier ihr Hochzeitsfeierlichkeiten anlässlich der Heirat von Tochter Friederike von Hannover mit Prinz Paul von Griechenland, dem späteren König, statt.
In den letzten Kriegswochen ließ der braunschweigische Landeskonservator Kurt Seeleke rund 100 Kisten mit den Werken Cranachs, Rembrandts, van Dykes, Rubens’, Giorgiones, Vermeers und anderer Künstler per LKW in das 50 km entfernte Schloss Blankenburg abtransportieren, um sie in das dortige Gewölbe einzulagern.

### Genesungsheim und Fachschule für Binnenhandel in der DDR
Die Herzogsfamilie flüchtete 1945, als Blankenburg der Sowjetischen Besatzungszone zugeschlagen wurde. Das historische Inventar gelangte 1945 nahezu vollständig mit der Flucht auf das Schloss Marienburg bei Hildesheim. Ein großer Teil dieser Objekte wurden 2005 in der sogenannten Welfenauktion versteigert und ist somit in seiner Gesamtheit verloren gegangen. Ehemaliges Inventar aus der Zeit vor 1945 ist heute u. a. auf der Marienburg, im Braunschweigischen Landesmuseum oder im Herzog Anton Ulrich-Museum zu finden.
Nach der Flucht der Herzogsfamilie wurde das Schloss von 1947 bis 1957 von der Sozialversicherung als Genesungsheim genutzt. Ab 1959 war die Fachschule für Binnenhandel für den Verband deutscher Konsumgenossenschaften im Schloss untergebracht. Während dieser Nutzung wurde das Gebäude baulich instand gehalten, jedoch leicht verändert. Schmuckelemente wurden übermalt oder verhängt. Die Lehrer und Studenten bewohnten die Gebäude als Internat.

### Umbruchszeiten nach der Wiedervereinigung
Nach der Wiedervereinigung waren die Besitzverhältnisse unklar. Die Fachschule für Binnenhandel bestand bis zum Jahr 1991. Das Haus Hannover erhielt die Gebäude sowie Land- und forstwirtschaftliche Flächen um Blankenburg nicht zurück. Rückgabeforderungen der Erben des Alteigentümers, repräsentiert durch Ernst August von Hannover, wurden nach der Wiedervereinigung in Bezug auf das bewegliche Inventar geltend gemacht und 1998 vom Landesamt zur Regelung offener Vermögensfragen in Halle erstmals abgelehnt. Es folgten weitere Rückforderungsversuche.
Der Münchner Unternehmer Wilfried Hampe erwarb 1996 das Gebäude von der Treuhandanstalt, um ein über das Objekt hinausgehendes Tourismusprojekt namens Planet Harz zu initiieren. Im Jahr 1997 erfolgte der Spatenstich für ein Hotel mit angrenzendem Golfplatz, Jugendhotel und Ökohof sowie weiteren Veranstaltungsorten für Musicals, eine Wildwasserbahn, ein Spaßbad, Bungeejumping und eine Skateboard-Arena erfolgen. Als Eröffnungsjahr wurde 1999 anvisiert. Die Pläne wurden jedoch nicht weiter realisiert und scheiterten an einem überzeugenden Finanzierungsplan, so dass eine Förderung in Höhe von 200 Millionen Mark aus Landes-, Bundes- und EU-Mitteln nicht erfolgen konnte. Das Projekt galt seit 1999 als gescheitert, wurde nach Aussagen des Unternehmers jedoch nicht aufgegeben. Die Kommunalpolitik priorisierte das Vorhaben ab 2001 nicht mehr.
Daraufhin stand das Schloss ungenutzt leer und nahm durch Wettereinflüsse großen Schaden, dessen Folgen undichte Dächer, dauernde Durchfeuchtung des Gebäudes und Befall mit Hausschwamm waren und zur Gefahr des Einsturzes führten. Vandalismus- und Diebstahlsschäden sorgten für weiteren Niedergang. Im Jahr 2008 erwarb die Großes Schloss Blankenburg GmbH, ein Unternehmen des 2004 gegründeten Vereins Rettung Schloss Blankenburg e. V., das Schloss in einer Zwangsversteigerung. Nach dem Entschädigungs- und Ausgleichsgesetz ist das bewegliche Inventar an die Familie der Altbesitzer zurückzugeben, während das Grundstück Eigentum des Vereins ist.

### Sicherung, Sanierung und Wiederbelebung seit 2005

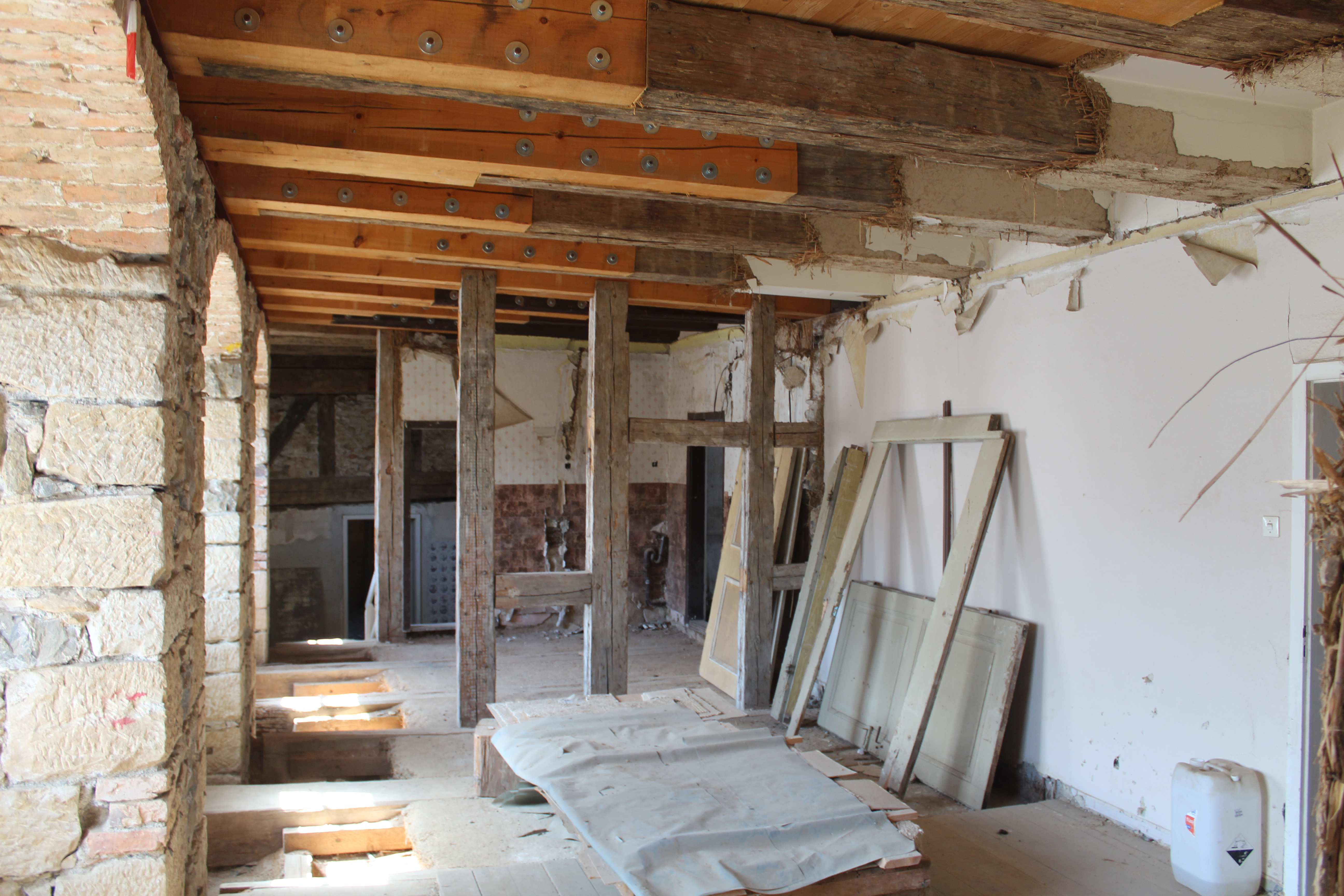
Bei der Dachsanierung wurden historische Strukturen erhalten und ergänzt. (2. Obergeschoss, Kapellenflügel 2023)

Der Verein Rettung Schloss Blankenburg e. V. (VRSB) verfolgt ausschließlich und unmittelbar gemeinnützige Zwecke. Vorsitzender des Vereins ist Gerd Biegel. Ziel ist die Sicherung und der Erhalt des Blankenburger Schlosses als Einzeldenkmal, wichtiges Kulturgut mit überregionaler und nationaler Bedeutung und als Wahrzeichen der Stadt Blankenburg mit zentraler historischer Bedeutung. Das Vereinsziel wird unter anderem durch die Mobilisierung einer breiten Öffentlichkeit für die Erhaltung und denkmalgerechte Sanierung des Schlosses verwirklicht. Die Finanzierung der Erhaltungs- und Restaurierungsarbeiten erfolgt auch durch Zuschüsse aus Landes-, Bundes- und EU-Mitteln, die immer neu beantragt werden müssen. Dafür erwirbt der Verein Eigenmittel aus Veranstaltungen, Schlossführungen und Vermietungen. Im Jahr 2010 bewilligte die Bundesrepublik Deutschland fast 3 Millionen Euro. Des Weiteren wurde und wird die Sanierung durch Stiftungen, wie z. B. die Hermann Reemtsma Stiftung, die Stiftung Braunschweigischer Kulturbesitz, die Deutsche Stiftung Denkmalschutz oder die Ostdeutsche Sparkassenstiftung, finanziell unterstützt. Insgesamt ist die Finanzierung noch nicht gesichert.
Seit den ersten Sicherungsarbeiten 2004 konnten zahlreiche Meilensteine erreicht werden, so konnten die meisten Flügel wieder zugänglich gemacht werden. Ein wichtiger Punkt war die Sanierung des Daches, der 2018 für die vier Hauptflügel erreicht werden konnte. Mit der Übergabe des Theatergebäudes und des Neuen Flügels 2011/12 ist es möglich, Räume für größere Veranstaltungen und Hochzeitsgesellschaften anzubieten.
Ein weiterer Höhepunkt auf dem Weg zur Wiederbelebung ist die Nutzung und Vermietung des Verwalterhauses. Hier haben nicht nur Schlossverein und Schloss GmbH ihren Sitz, sondern seit dem Jahr 2023 sind die Stiftung Umwelt-, Natur- und Klimaschutz des Landes Sachsen-Anhalt (SUNK), die den umliegenden Naturerbewald betreut, und die Future Forest Initiative hier beheimatet. Die Future Forest Initiative veranstaltet Tagungen und weitere internationale Events auf dem gesamten Schloss.
Für seine Leistungen erhielt der Verein 2010 die Auszeichnung Adolf-Just-Preis, gestiftet durch die Luvos-Heilerde-Gesellschaft, 2014 den Deutschen Preis für Denkmalschutz in Form einer Silbernen Halbkugel und 2023 den Denkmalpreis des Landes Sachsen-Anhalt.

## Baubeschreibung und Zustand

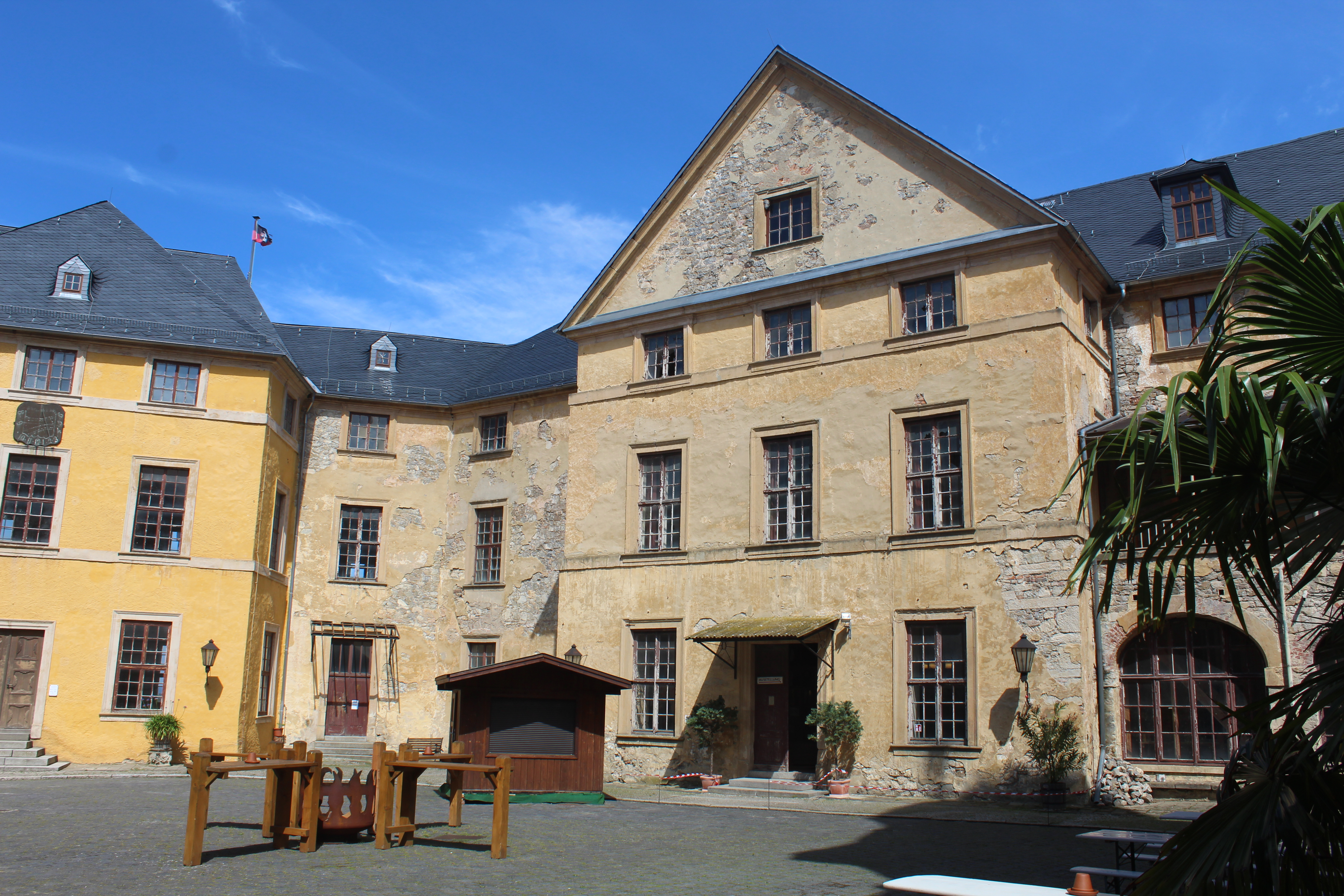
Alter Flügel mit hervorragendem Mittelrisalit, links daneben der Kapellenflügel mit Sonnenuhr über dem Portal

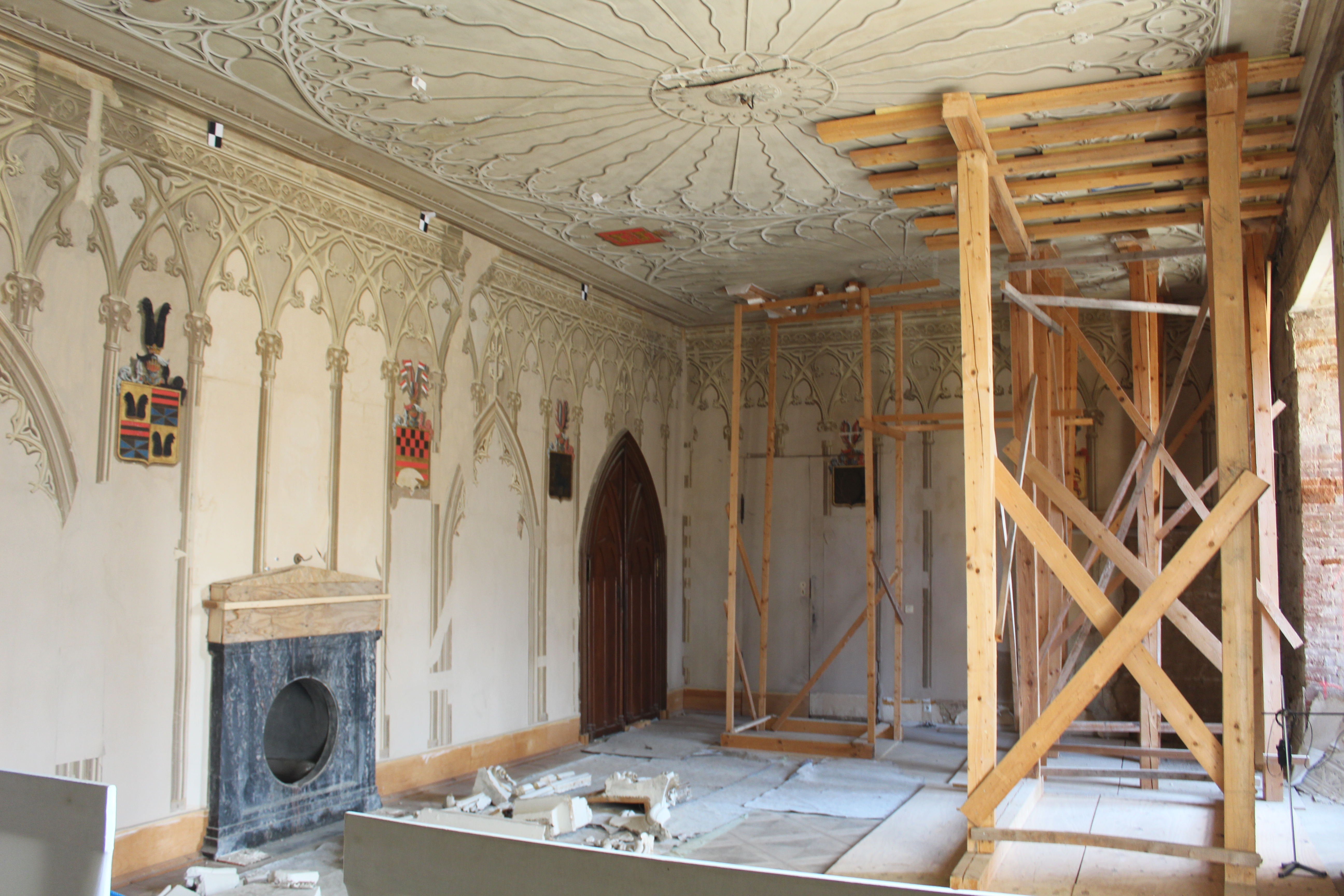
Rittersaal aus dem 19. Jahrhundert mit neogotischer Malerei und einem Kamin aus Rübeländer Marmor

Es handelt sich um einen dreigeschossigen, aus vier Hauptflügeln bestehenden Gebäudekomplex, der um einen Innenhof angeordnet ist. Von diesem Innenhof ausgehend ist ein zweiter Bereich betretbar, der in etwa die Fläche der mittelalterlichen Hauptburg umfasst. Die Gebäudestruktur fußt in Teilen auf dem renaissancezeitlichen Schloss des 16. Jahrhunderts und entspricht heute im Wesentlichen der barocken Gestaltung unter dem Landesbaumeister Hermann Korb aus der ersten Hälfte des 18. Jahrhunderts. Das Schloss Blankenburg wird seit 2005 abschnittsweise saniert und kann in Teilbereichen durch Führungen besichtigt werden. Im Jahr 2018 wurde die Dachsanierung der vier Flügel um den Schlossinnenhof vollständig beendet.

### Alter Flügel
Ein erster Ostflügel an dieser Stelle wurde wahrscheinlich im 15. Jahrhundert errichtet, davon zeugt ein Stein mit dem gräflichen Wappen und der Jahreszahl 1471 im Mauerwerk des Gebäudes. Laut der Topographia Germaniae aus dem 17. Jahrhundert wurde der Flügel hingegen 1540 von Graf Ulrich X. begonnen und 1545 fertiggestellt. Der Flügel befindet sich etwas abseits der ehemaligen Burganlage, die direkt auf dem Kalksteinfelsen lag. Für die Erbauung wurde der Untergrund doppelt unterkellt, um Aufbauten statisch zu gewährleisten und eine einheitliche Höhe zu erreichen. Nur zum Innenhof hin liegen die Keller unterirdisch.
Die heutige Gestalt des Ostflügels basiert weitestgehend auf der barocken Umgestaltung, die im Jahre 1711 abgeschlossen wurde. Prägnant ist das hervorstehende Mittelrisalit, in dem sich der sogenannte Kaisersaal befindet. Dieser ist durch Stuckarbeiten des Bildhauers Giacomo Perinetti verziert. Sieben großformatige Gemälde des Malers Johann Conrad Eichler stehen hier im Zentrum. Auf den Gemälden sind Herzog Ludwig Rudolf und dessen Gattin Christine Luise inmitten ihrer hochadeligen Verwandtschaft abgebildet. Als Kaminbilder sind Kaiser Karl VI. und dessen Ehefrau Elisabeth Christine von Braunschweig-Wolfenbüttel, die Tochter des hier residierenden Herzogspaars, mit ihrer kleinen Tochter Maria Theresia zu sehen. Das Gemälde der zweiten Tochter Ludwig Rudolfs Charlotte Christine von Braunschweig-Wolfenbüttel befindet sich an der Südwand und ist von ihrem Ehegatten Alexei von Russland und ihrem Schwiegervater, dem Zar Peter der Große, eingerahmt. Da die Gemälde zur Sicherung und Restaurierung abgenommen wurden, erhob der Repräsentant des Alteigentümers Ansprüche auf Herausgabe mit dem Argument, mit der Abnahme von der Wand seien sie bewegliches Inventar. Die Porträts wurden abgeholt und in Hannover eingelagert. Ein Vertrag über diese sieben ovalen Großgemälde aus dem 18. Jahrhundert, die seit der Errichtung bis 2008 zur Einrichtung des Kaisersaals gehörten, wurde 2022 mit dem 1983 geborenen Ernst August von Hannover geschlossen. Sie sind nun im Besitz des Schlossvereins und hängen wieder im Kaisersaal.
Erwähnenswert ist der im Auftrag von Wilhelm von Braunschweig im Stil des Historismus ausgestaltete Rittersaal mit illusionistischer Malerei und Wappen der Besitzungen der Welfenfamilie. Beide repräsentative Räume befinden sich in einem stark sanierungsbedürftigen Zustand.

### Turmflügel

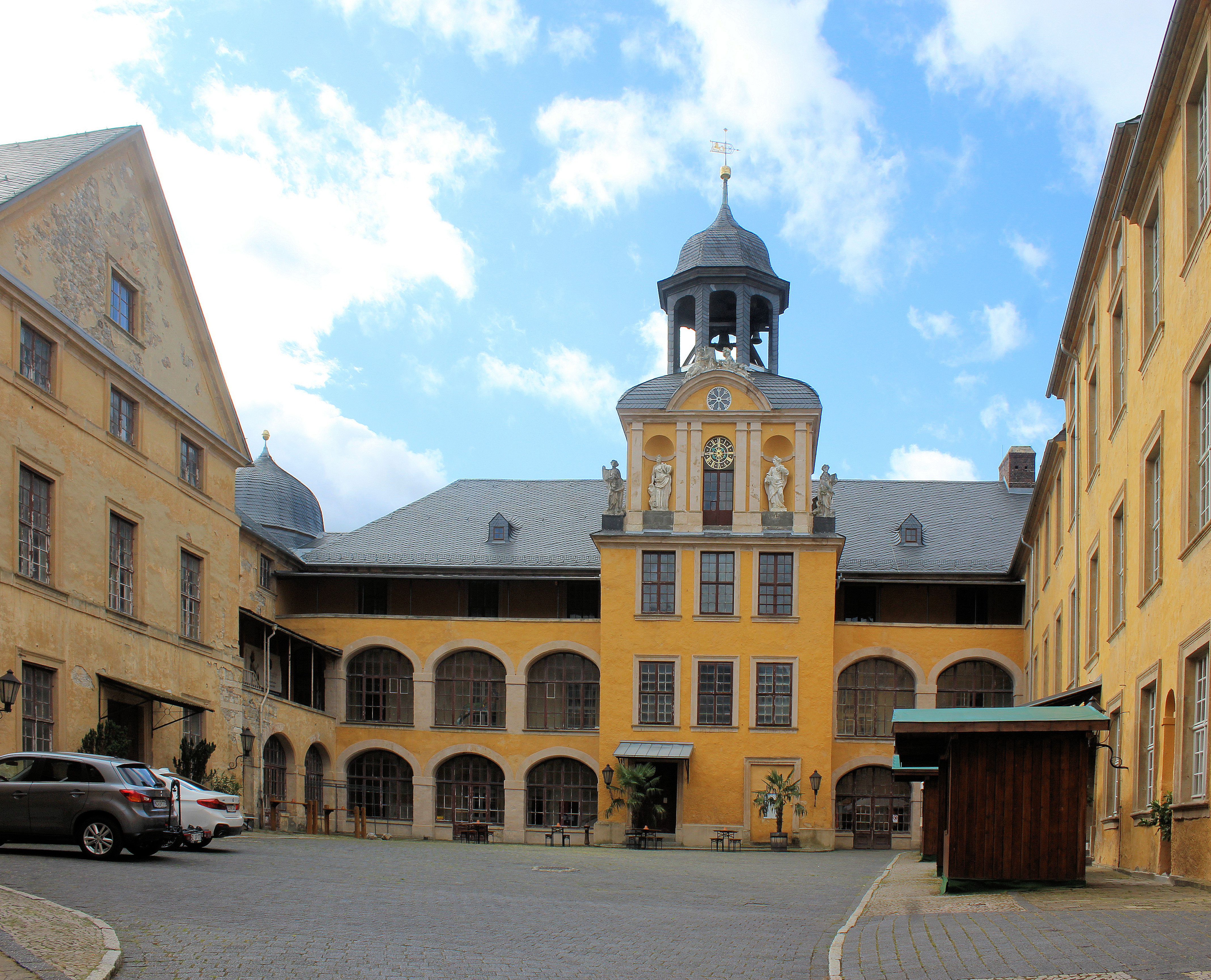
Turmflügel

Der Turmflügel, auch Küchenflügel genannt, wurde 1590 unter Graf Martin fertiggestellt. Ein spätgotisches Kreuzrippengewölbe im zweiten Geschoss erinnert noch an den früheren Zustand.
Die heutige Ausgestaltung erfolgte als umfassender Umbau in den Jahren 1712 bis 1723. Dabei wurde der vorher gerühmte renaissancezeitliche Wendelstein entfernt und durch den namensgebenden Turm als Treppenhaus ersetzt. Der neue Turm ist Blickfang des Schlossinnenhofes und wird von sechs Statuen der Musen geziert. In diesem Flügel befanden sich auch die Wohnräume der herzoglichen Familie um Ernst August von Hannover in der ersten Hälfte des 20. Jahrhunderts. 1913/14 wurde der Pfeiffersche Turm angebaut, der durch Wendeltreppe und Fahrstuhl der Herzogsfamilie direkten Einlass gewähren sollte. Zu einem Ausbau des Innenraumes kam es durch den Ersten Weltkrieg jedoch nicht. Während der Fachschulzeit wurden Zwischendecken in den Turm eingezogen, um diesen für Wohnräume aufzubereiten. Von außen fügt sich der Pfeiffersche Turm unauffällig in das barocke Ensemble. Der Turmflügel gewährt außerdem Durchlass zum sogenannten Herzoglichen Garten, der sich direkt am Schloss befindet.
Im Jahr 2013 wurde Grundsanierung des Küchenflügels/Turmflügels beendet und die Turmuhr in Betrieb genommen. In diesem Zuge erhielt der Flügel einen neuen Anstrich.

### Kapellenflügel

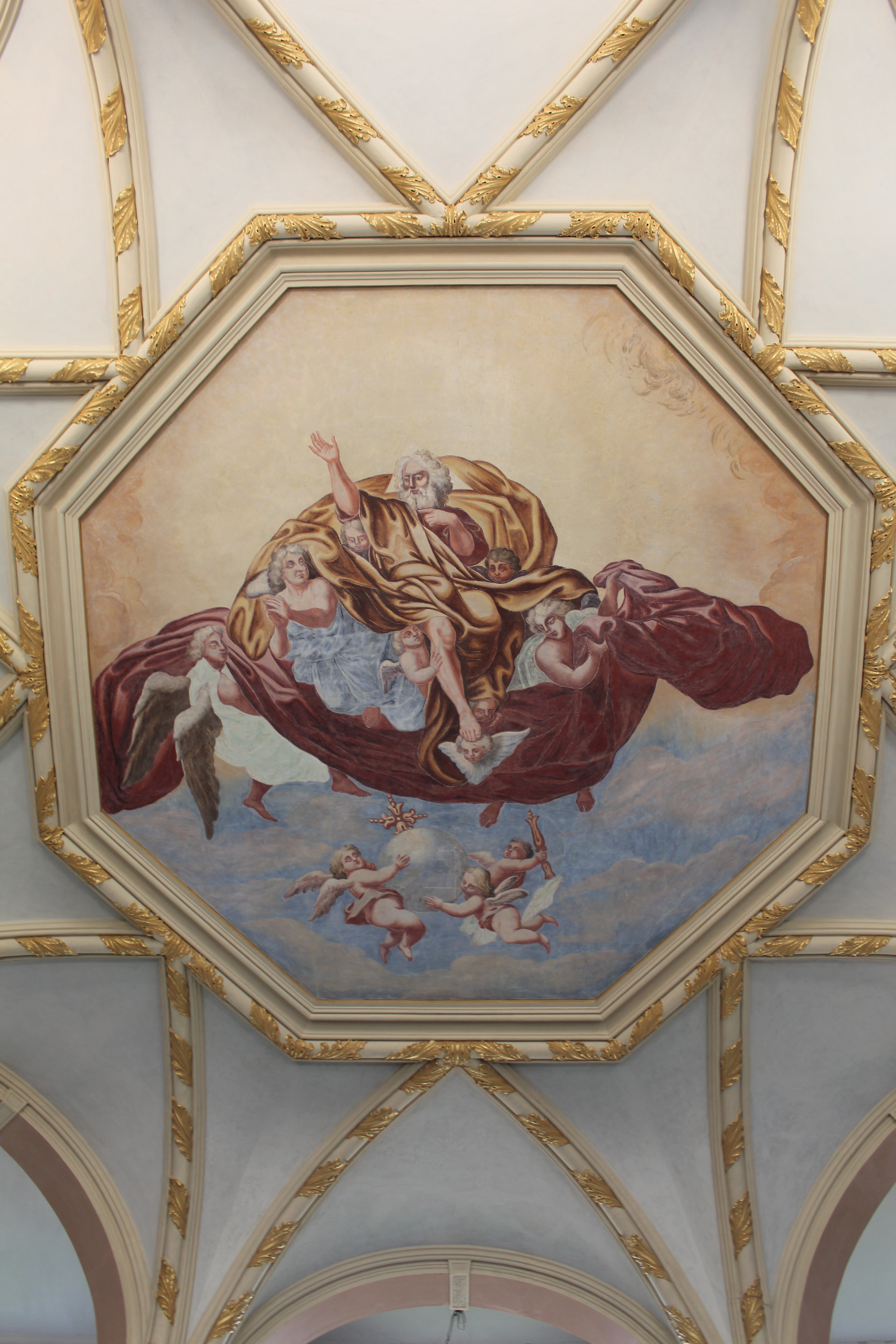
2022 freigelegtes Deckengemälde des Malers Tobias Querfurt in der Schlosskapelle

Der Kapellenflügel wurde von 1708 bis 1715 errichtet. Hier befand sich seit 1595 ein niedriger Flügel, der jedoch den Grundmaßen des heutigen Gebäudes entspricht. Eine vorher bestehende Burgkapelle befand sich an anderer Stelle im inneren Burgbereich. Aus dieser wurden das Taufbecken und der Opferstock übernommen, die noch aus dem 16. Jahrhundert stammen. Die Gedenktafel des Grafen Ulrich in lateinischer und deutscher Sprache, die bis 1945 zum Inventar gehörte, ist heute im Besitz des Herzog-Anton-Ulrich-Museums in Braunschweig.
Zentraler Raum ist die zweigeschossige Barockkapelle, die als Hofkirche diente. Sie hat einen oktogonalen Aufbau, der sich mit einer umlaufenden Empore durch eine Fachwerkkonstruktion in den fast viereckigen Raum einfügt. Der Raum ist durch Stuck und Pilaster mit korinthischen Pilastern verziert und enthält im Deckenspiegel ein Gemälde auf dem Kalkputz, welches Gott als Weltenlenker zeigt. Dieses wurde wahrscheinlich von Tobias Querfurt angefertigt. 2021/22 begann die Restaurierung der Schlosskapelle. Dabei wurde das Deckengemälde freigelegt, welches in der DDR weiß übermalt wurde, da der Raum als Hörsaal für die Fachschule für Binnenhandel genutzt wurde.
Die Bibliothek des Herzogs Ludwig Rudolf (1671–1735) umfasste bei seinem Tode 15000 Bände und befand sich im Kapellenflügel, direkt über dem Kirchraum. 3400 Bücher bildeten im Frühjahr 1748 den Grundstock für die Universitätsbibliothek des Collegium Carolinum in Braunschweig. Der Großteil gelangte 1753 an die Herzog August Bibliothek in Wolfenbüttel.

### Neuer Flügel und Theaterflügel

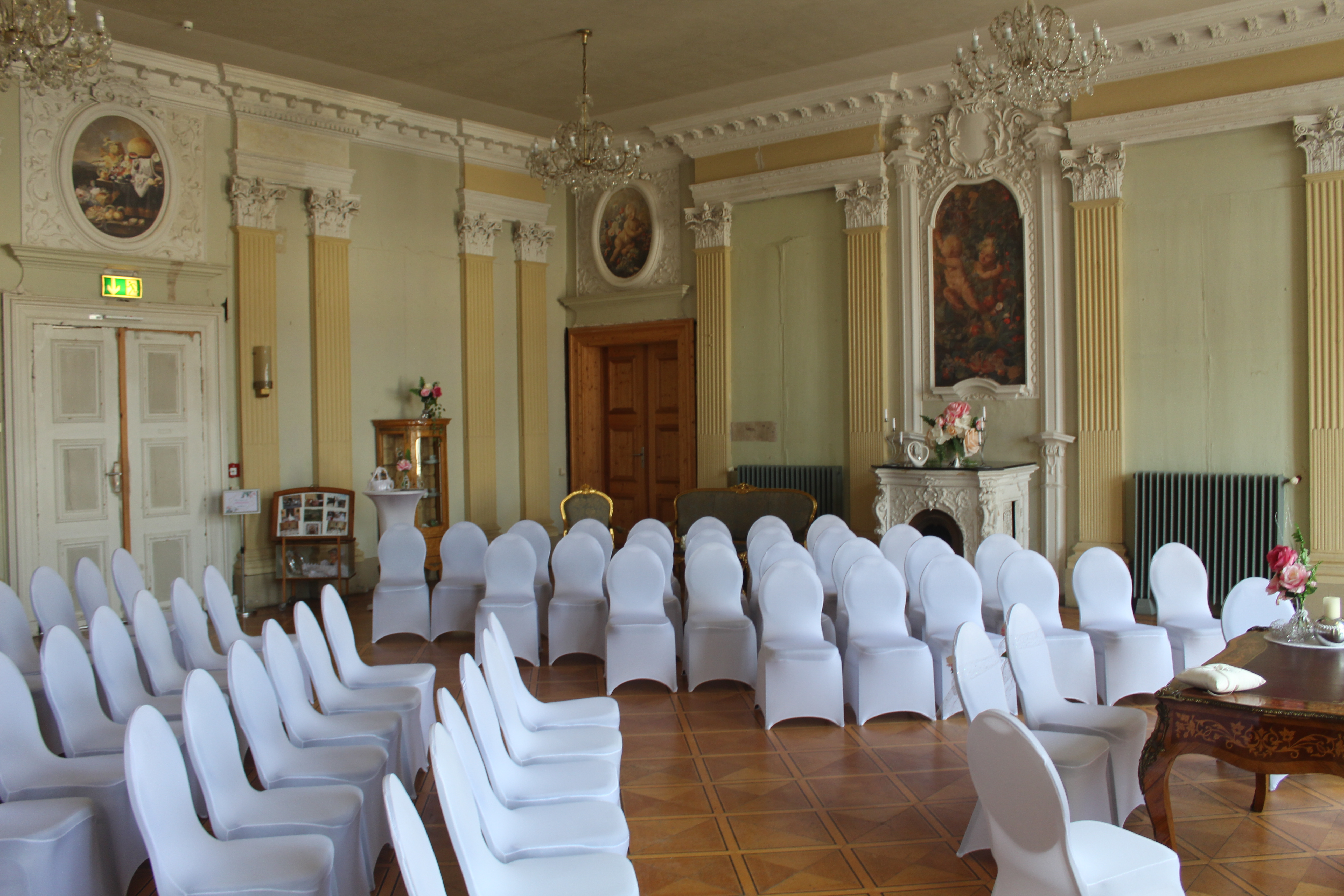
Der Graue Saal im Neuen Flügel

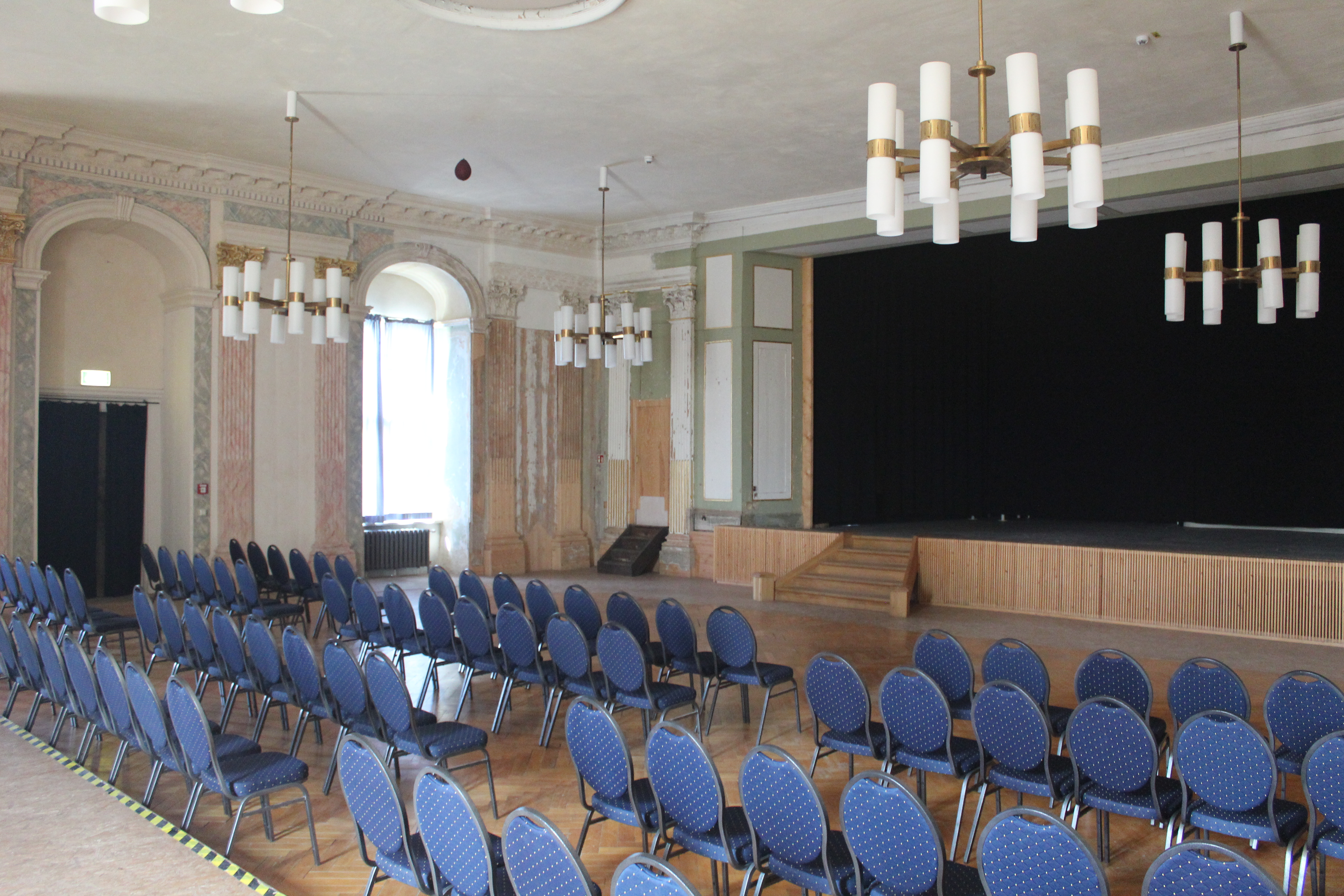
Durch Pilaster mit korinthischen Kapitellen gegliederter Theatersaal

Der Neue Flügel entstand im vormals offenen Schlossinnenhof und an Stelle eines großen Teils des Kalkfelsens, der zur Beschaffung von Baumaterial teilweise abgebrochen wurde. Durch den Bau des Neuen Flügels ergaben sich zwei abgetrennte Bereiche: Der barocke Schlossinnenhof und ein Umgang, der in etwa den Ausdehnungen der mittelalterlichen Hauptburg entspricht.
Der Graue Saal befindet sich im zweiten Obergeschoss und trägt seinen Namen durch die marmorisierende Ausmalung, die jedoch nur an wenigen Stellen restauratorisch freigelegt wurde. Er diente vornehmlich als Speisesaal und ist heute einer der zentralen Veranstaltungsorte. Seit dem Abschluss der Grundsanierung des Neuen Flügels 2012 befindet sich hier eine Außenstelle des Standesamtes. Im ersten Obergeschoss in den Räumlichkeiten der Neuen Bibliothek, unterhalb des Grauen Saals, ist seit 2019 die Bibliothek des Schriftstellers Erik Neutsch eingerichtet. Ein Nebenraum befasst sich mit dem Leben und Wirken der Schauspielerin Friederike Caroline Neuber, deren Karriere auf Schloss Blankenburg begann.
Über ein Treppenhaus sind die Geschosse des Neuen Flügels und der Theaterflügel zu erreichen, der sich etwa auf Höhe des 2. Obergeschosses befindet und direkt auf dem Kalksteinfelsen Blankenstein liegt. Von diesem Gebäude ausgehend befindet sich ein Altan auf dem Stumpf des mittelalterlichen Bergfrieds, unter welchem noch Reste mittelalterlicher Räume erhalten sind. Der Theateranbau wurde als letzter in der barocken Umbauphase 1731 abgeschlossen und diente ursprünglich als Redoutensaal für unterschiedliche Anlässe wie Maskeraden, Konzerte und fingierte Bauernhochzeiten. Zum Theater mit Theaterbühne wurde das Gebäude erst im 19. Jahrhundert umgebaut. Während des Leerstands wurde dieses Gebäude besonders schwer in Mitleidenschaft gezogen, konnte aber 2011 durch Erneuerung von Dachstuhl, Dacheindeckung und Heizung wieder zur Nutzung übergeben werden. Durch privates Engagement, konnte eine umfassende Rekonstruktion der historischen Ausmalung des 18. und des 19. Jahrhunderts und die Restaurierung von zwei historischen Kaminbildern finanziert werden. Diese Arbeiten wurden im Jahr 2025 abgeschlossen.
Der Neue Flügel und der Theaterflügel sind damit die Gebäudeteile im besten Zustand und mit vielfältiger Nutzung.

### Weitere Bereiche

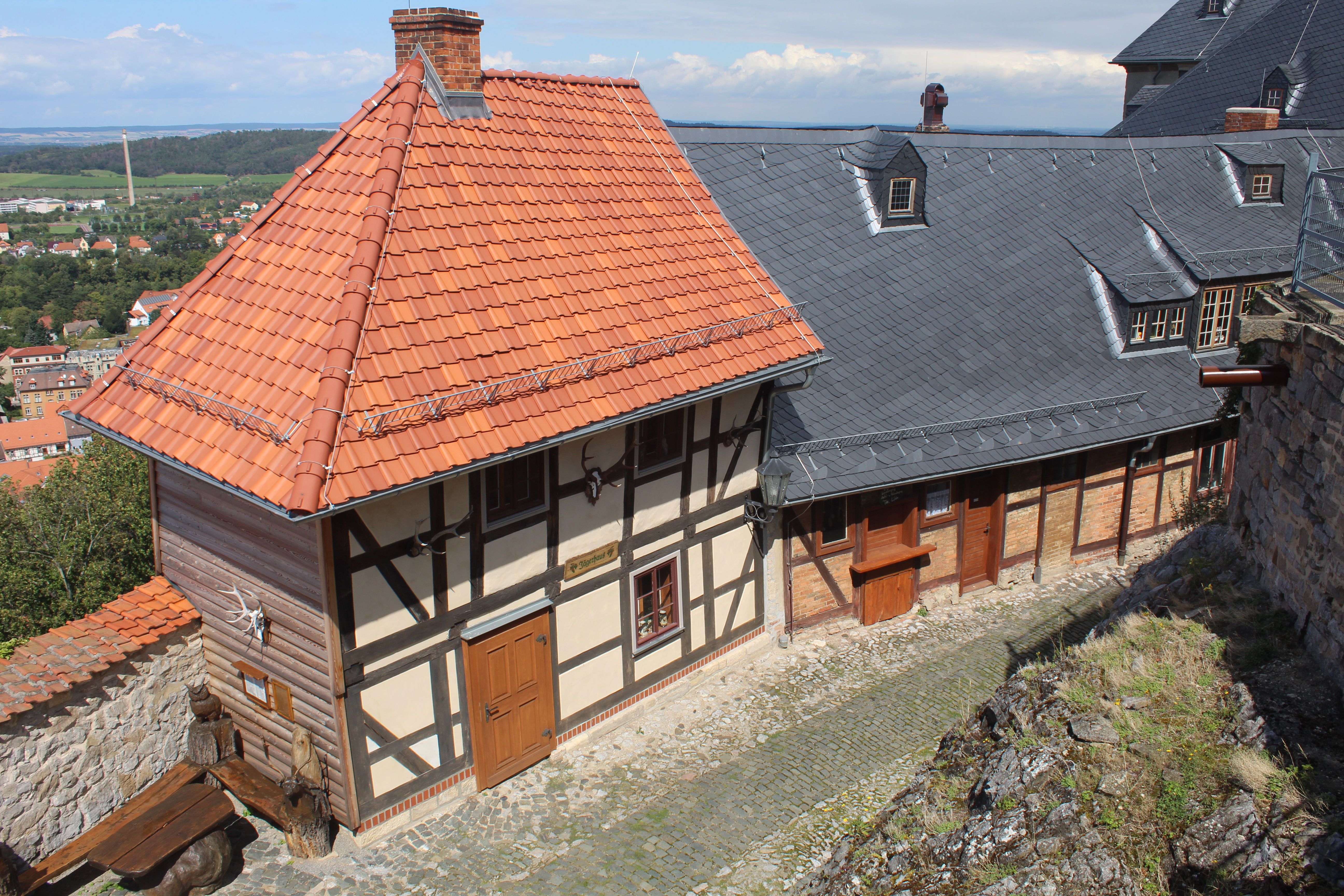
Jägerhaus mit anschließendem Postflügel auf Schloss Blankenburg

Im Bereich hinter dem Neuen Flügel, der durch zwei Durchfahrten zu erreichen ist, befinden sich Gebäude mit offenliegendem Fachwerk und z. T. mit Dachziegeleindeckung, wodurch sich ein gänzlich anderes Bild als im Schlossinnenhof ergibt. Der Kasernenflügel diente Ludwig Rudolf im 18. Jahrhundert als Gemäldegalerie, der bestehende Name geht auf die Einquartierung von Soldaten unter Herzog Wilhelm im 19. Jahrhundert zurück. In diesem Bereich ist der im Mittelalter angelegte und um 1700 erweiterte Burgbrunnen erhalten, jedoch größtenteils verschüttet. Die Dachsanierung des Kasernenflügels erfolgte 2022/23, für eine folgende Grundsanierung und Nutzbarmachung gemeinsam mit der Grundsicherung des sich anschließenden Küchenflügels erhielt der Schlossverein 2023 einen Fördermittelbescheid des Landes Sachsen-Anhalt in Höhe 1,5 Millionen Euro durch Kultusminister Rainer Robra überreicht.
Das Verwalterhaus, früher auch Traiteurhaus, ist seit Abschluss der Sanierung und des Innenausbaus 2023 Sitz des Vereins, der zugehörigen GmbH sowie der Stiftung Umwelt-, Natur- und Klimaschutz des Landes Sachsen-Anhalt (SUNK) und der Future Forest Initiative. Durch eine Brücke ist das Verwalterhaus mit einem Turm der Stadtbefestigung verbunden. 1386 soll einer Legende nach die Blankenburg heimlich in der Nacht durch Dietrich von Wernigerode geplündert worden sein, während Graf Busso abwesend war. Als Beleg dieses Überfalls gilt ein in der Mauer oberhalb des Verwalterhauses befindliches Sandsteinhaupt.
Der Postflügel diente der Anlieferung von Waren und ab den 1930ern bis in die DDR-Nutzung als Waschküche. Das sich anschließende Jägerhaus erinnert an die lange Jagdtradition auf Schloss Blankenburg und wurde durch das Vereinsmitglied Jürgen Wiegmann instand gesetzt, so dass das Gebäude in zwei Phasen 2015 und 2021 vollständig saniert werden konnte.
Das Torhaus ist das einzige Gebäude des Schlosses, das in seiner Grundsubstanz noch aus der Renaissance bzw. dem 16. Jahrhundert entstammt. Die äußere Front enthält noch die typischen Fensterrahmen dieser Zeit, im Inneren sind Deckenbalken mit langen Schiffskehlen zu finden. Zum Innenhof wurde das Torhaus im 18. Jahrhundert durch eine vorgesetzte Galerie an den barocken Stil des Ensembles angepasst.
Abseits des Schlosses, im Übergang zu den Schlossgärten befinden sich weitere Gebäude, die als Marstall, Garagen und Heizhaus dienten und heute weitestgehend leerstehen.

## Heutige Nutzung

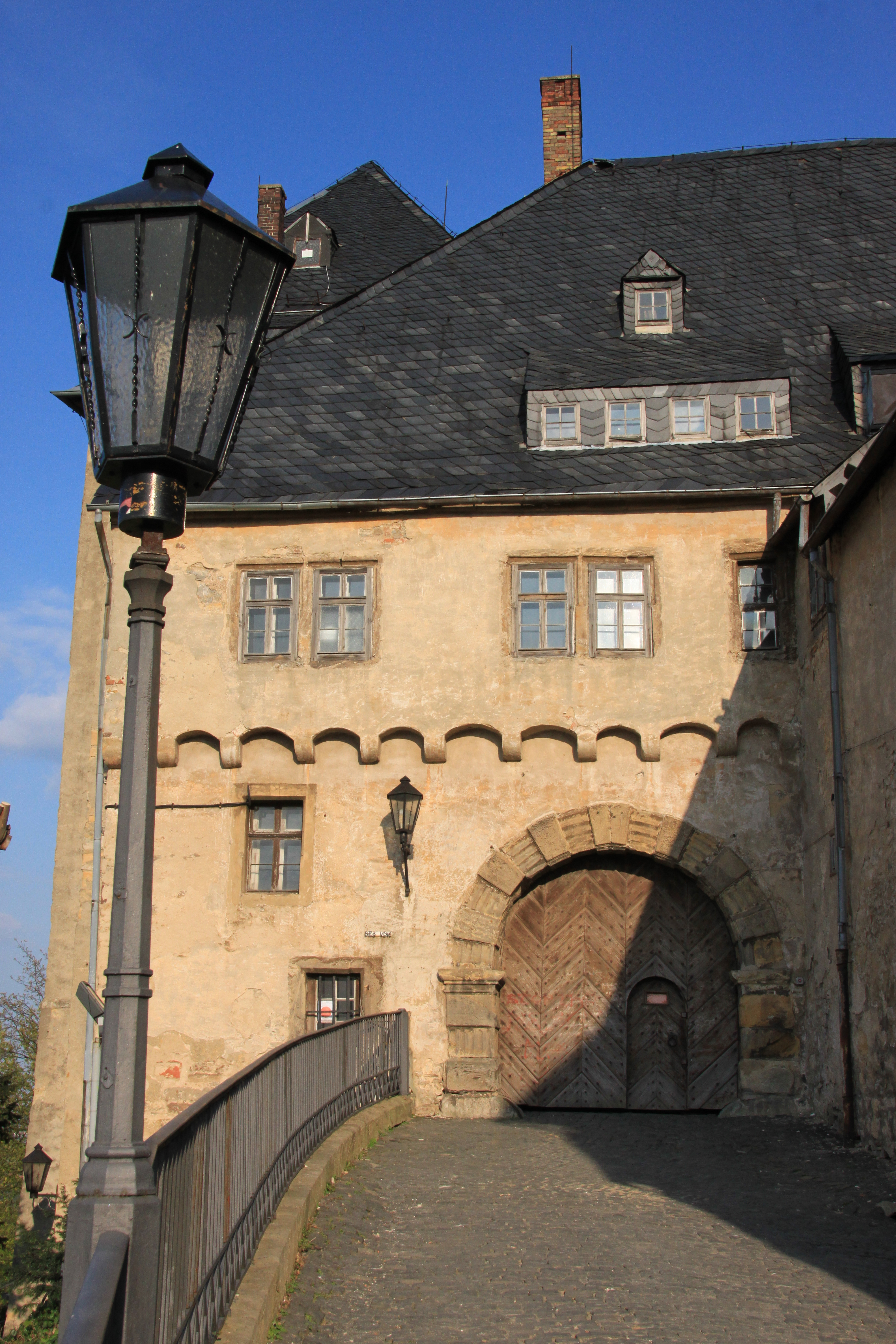
Torhaus, seit der Renaissance bis heute Hauptzugang zum Schloss

Im Wesentlichen dient das Schloss Blankenburg touristischen und kulturellen Zwecken. Insgesamt „wird das Schloss rege genutzt“ durch den Verein Rettung Schloss Blankenburg e. V. (VRSB). Der Innenhof kann von Mittwoch bis Sonntag zwischen 10.00 und 16.00 Uhr betreten werden. Die Innenräume sind hingegen nur im Rahmen einer Führung zu besichtigen. Während der Führung kann ein Einblick in die Historie der Anlage sowie die vollendeten und laufenden Sanierungs- und Restaurierungsarbeiten gewonnen werden. In den Monaten Januar und Februar erfolgt eine Winterpause.
Im Schloss gibt es wechselnde Ausstellungen, Lesungen und Konzerte. Traditionelle Veranstaltungen sind die Rock- und Popnacht im September, die Schlossweihnacht und das Silvesterkonzert. Zu Terminen wie dem Tag des offenen Denkmals oder zum Historischen Wochenende finden häufig Veranstaltungen und gesonderte Führungen statt. Auf dem Schloss finden sich Hochzeitsgesellschaften ein. Der Graue Saal im Neuen Flügel ist eine Außenstelle des Blankenburger Standesamtes. Der Theatersaal und die sich anschließende Terrasse werden für Hochzeitsfeierlichkeiten vermietet.
Die Stiftung Umwelt-, Natur- und Klimaschutz des Landes Sachsen-Anhalt (SUNK) und die Future Forest Initiative beleben als Mieter das Schloss durch unterschiedliche Veranstaltungen. Die SUNK betreut den naheliegenden Naturerbewald zusätzlich. Das Waldinstitut des NABU verlegt im Frühjahr 2024 sein Waldinstitut in die Räumlichkeiten des Verwalterhauses und ergänzt somit die SUNK und die Future Forest Initiative.
Schloss Blankenburg ist zudem Drehort für unterschiedliche Filmprojekte, so wurden hier unter anderen 2009 die internationale Produktion Black Death mit Eddie Redmayne und Sean Bean sowie 2017 die Folge Mord im Spukschloss der ARD-Krimiserie Alles Klara gedreht.